# 克柳索夫卡
49°20′27″N 34°21′42″E / 49.34083°N 34.36167°E
克柳西夫卡（烏克蘭語：Клюсівка）是烏克蘭中部波爾塔瓦州波爾塔瓦區的村落，處於杜比納附近的沃爾斯克拉河左岸，面積3.871平方公里，海拔高度81米，2001年人口570。